# Otchłań namiętności
Otchłań namiętności (hiszp. Abismo de pasión) – meksykańska telenowela Televisy z 2012 roku, której producentką jest Angelli Nesma. Scenariusz telenoweli opiera się na dwóch powieściach Caridad Bravo Adams „Una sombra entre los dos” i „Al pie del altar”. Otchłań namiętności to już druga wersja Televisy wyprodukowana na podstawie tych książek. Tym razem w rolę protagonistów wcielili się Angelique Boyer i David Zepeda, zaś poprzednio byli to Daniela Castro i Juan Soler. Telenowela była emitowana na Canale de las Estrellas o godzinie 21:30.

## Wersja polska
W Polsce serial był emitowany od 5 lutego do 12 czerwca 2013 w TV4 po dwa odcinki o godz. 17:00 i 18:00. Opracowaniem wersji polskiej zajęło się Studio Publishing. Autorką tekstu była Małgorzata Samborska. Lektorem serialu był Mirosław Utta.

## Fabuła
Augusto Castañón i Estefanía Bouvier de Castañón są rodzicami Elisy. Mieszkają pod jednym dachem z Carminą, siostrą Estefanii, która zamierza uciec z miasteczka razem z Rosendo Arango. Alfonsina, żona Rosenda, dowiaduje się o planach pary (myśli, że Rosendo zdradza ją z Estefaníą) i zawiadamia Augusta. Gdy Estefanía spotyka się z Rosendem, aby przekonać go, by nie opuszczał rodziny, ulegają wypadkowi. Carmina wykorzystuje to i wmawia Augustowi, że żona go zdradziła.
Rozżalony Augusto pojmuje za żonę Carminę, mimo iż wcale jej nie kocha. Tymczasem Alfonsina postanawia posłać swojego syna, Damiana, na studia do innego miasta, aby rozdzielić go z Elisą, jego najlepszą przyjaciółką, którą nie darzy sympatią.
Wiele lat później, dorosły Damián powraca do miasteczka, razem ze swoją narzeczoną, Florencią Landucci, którą poznał podczas studiów we Włoszech. Polo Landucci, wujek Florencii, jest oczarowany urodą pięknej Elisy, ale ona nie zwraca na niego uwagi. Sprzymierza się z Carminą i próbuje zgwałcić dziewczynę.
Damián zakochuje się w swojej dawnej przyjaciółce z wzajemnością, co burzy jego dawną przyjaźń z Gaelem, który także darzy Elisę wyjątkowym uczuciem. Augusto dowiaduje się o bliskości Damiana i Elisy. Nękany duchami zdrady Rosenda i Estefanii, grozi Elisie, że zabije Damiana. Elisa zgadza się poślubić Gaela, aby uratować życie Damiana, co jest wielkim ciosem dla Palomy, jej najlepszej przyjaciółki, nieprzytomnie zakochanej w Gaelu.
Damián nie zamierza stracić miłości życia i próbuje nie dopuścić do ożenku Elisy z Gaelem. Gdy dwaj rywale stają naprzeciw siebie, ojciec Guadalupe wyznaje im wielki sekret: oboje są przyrodnimi braćmi, synami Rosenda.
W końcu okazuje się, że to Carmina, a nie Estefanía miała uciec z Rosendem. Alfonsina zgadza się na ślub Elisy z Damianem. Gael pojmuje, że Elisę i Damiana łączy wielka miłość i postanawia szukać szczęścia u boku Palomy.

## Obsada

### Pozytywna
- Angelique Boyer - Elisa Castañón Bouvier
- Briggitte Bozzo - mała Elisa Castañón Bouvier
- David Zepeda - Damián Arango
- Robin Vega - mały Damián Arango
- Ludwika Paleta - Estefanía Bouvier de Castañón
- Mark Tacher - Gael Arango Navarro
- Diego Velázquez - mały Gael Arango Navarro
- Livia Brito - Paloma Gonzalez Mendoza
- Maryliz Leon - mała Paloma Gonzales Mendoza
- Eugenia Cauduro - Dolores "Lolita"
- Francisco Gattorno - Braulio
- Alexis Ayala - dr Edmundo Tovar
- Nailea Norvind - Begoña de Tovar
- Eric del Castillo - Lucio Elizondo
- Dacia González - Blanca Muriel de Elizondo
- René Casados - ks. Guadalupe "Lupe"
- Alberto Agnesi - Enrique Tovar
- Jade Fraser - Sabrina Tovar
- Raquel Olmedo - Ramona Gonzales
- Isaura Espinoza - Maru
- Ricardo Dalmacci - Guido Landucci

### Negatywna
- Sabine Moussier - Carmina Bouvier (później) de Castañón
- Salvador Zerboni - Gabino Mendoza
- Isabella Camil - Ingrid Navarro
- Sergio Mayer - Paolo Landucci

### Średnia
- Blanca Guerra - Alfonsina de Arango
- Altair Jarabo - Florencia Landucci
- Alejandro Camacho - Augusto Castañón
- Vanessa Arias - Antonia "Toña"
- César Évora - Rosendo Arango
- Armando Araiza - Horacio Ramírez
- Esmeralda Pimentel - Kenia Jaso Navarro